# Naturschutzgebiet Kalkmagerrasen bei Rüthen-Meiste

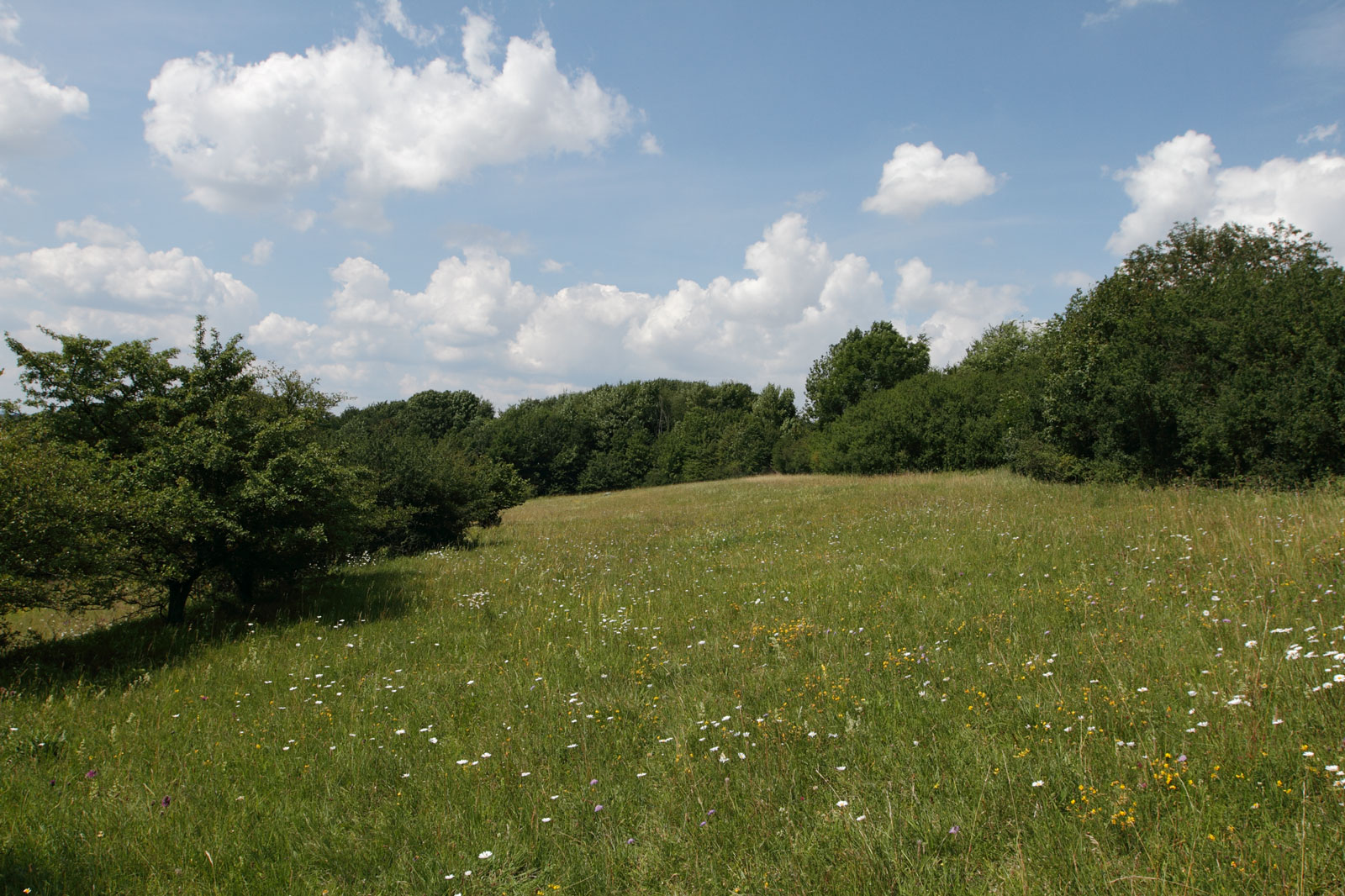
Naturschutzgebiet Kalkmagerrasen bei Rüthen-Meiste

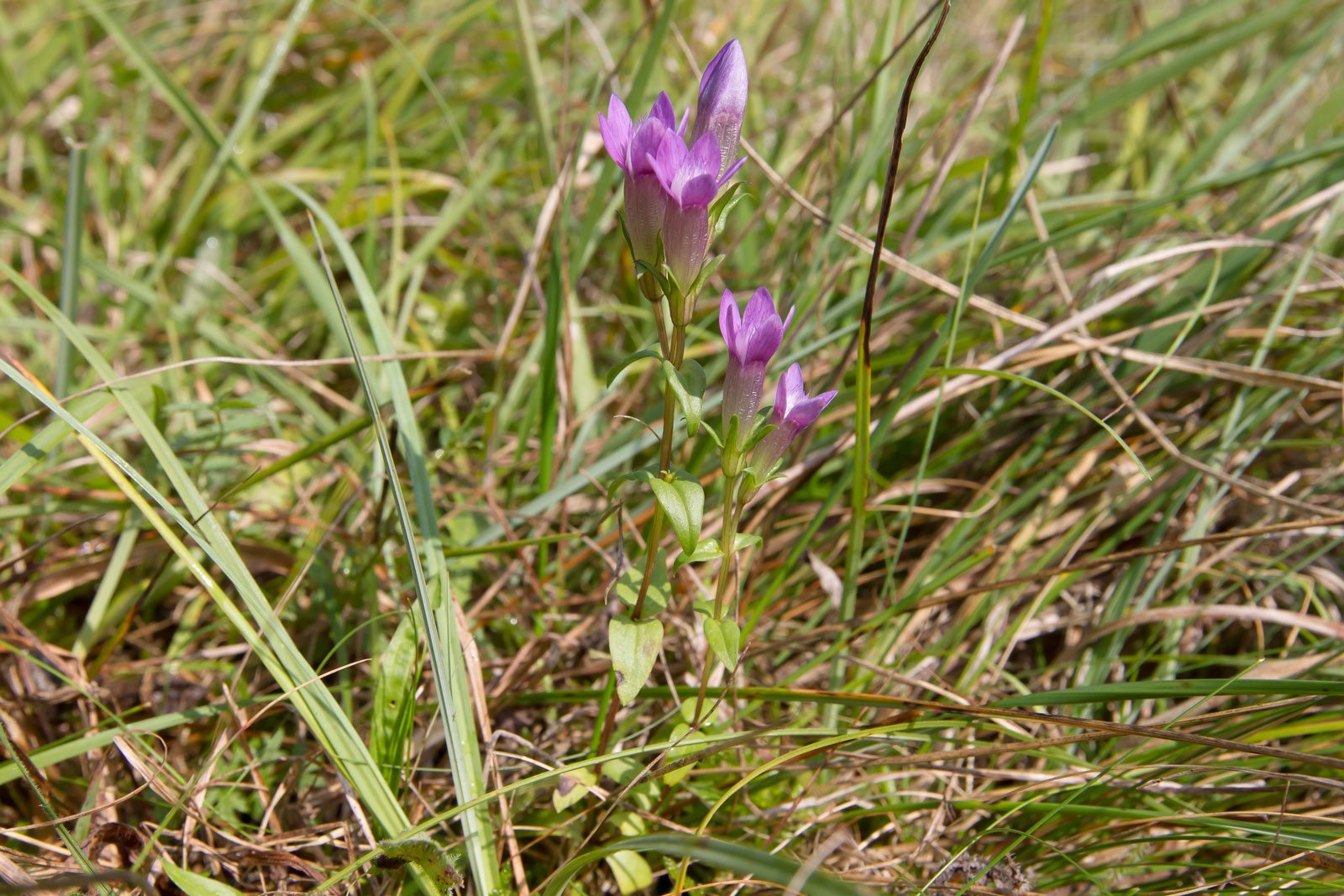
Deutscher Enzian im Naturschutzgebiet Kalkmagerrasen bei Rüthen-Meiste

Das Naturschutzgebiet Kalkmagerrasen bei Rüthen-Meiste ist ein 6,48 ha großes Naturschutzgebiet (NSG) zwischen Meiste und Hemmern im Stadtgebiet von Rüthen im Kreis Soest in Nordrhein-Westfalen. Das Gebiet wurde 1981, 1985 und 2005 von der Bezirksregierung Arnsberg per Verordnung als NSG ausgewiesen. Das NSG liegt im Westen direkt an der Kreisstraße 45. Das NSG gehört zum Vogelschutzgebiet Hellwegbörde.

## Gebietsbeschreibung
Bei dem NSG handelt es sich um einen artenreichen Kalkmagerrasen. Im NSG kommen verschiedene Orchideen-Arten, darunter das Helm-Knabenkraut und Enzian-Bestände vor. Das NSG wird als wertvoller Trittstein- und Refugialbiotop inmitten einer ausgeräumten Ackerlandschaft eingeschätzt.

## Ausweisungsgründe
Die Ausweisung des NSG erfolgte laut Verordnung aus drei Gründen: "a. Zur Erhaltung, Herstellung und Wiederherstellung von Lebensgemeinschaften und Lebensstätten der Kalk-Magerrasen, Hochstaudenfluren, Hecken, wärmeliebende Säume und Gebüsche sowie der mageren Grünlandgesellschaften mit seltenen und gefährdeten Pflanzen- und Tierarten, insbesondere Insektenarten. b. Aus wissenschaftlichen, naturgeschichtlichen, landeskundlichen und erdgeschichtlichen Gründen. c. Zur Erhaltung der besonderen Eigenart und Schönheit des Relikts einer alten Kulturlandschaft."